# Kisanganichthys casieri
Kisanganichthys casieri è un pesce osseo estinto, appartenente ai catervarioliformi. Visse nel Giurassico medio (Aaleniano - Bathoniano, circa 172 - 170 milioni di anni fa) e i suoi resti fossili sono stati ritrovati in Congo.

## Descrizione
Questo pesce era di piccole dimensioni, e non superava i 7 centimetri di lunghezza. L'aspetto generale doveva ricordare quello di una piccola sardina, con un corpo fusiforme e abbastanza allungato. Rispetto ad altri pesci simili (come Catervariolus e Songanella), Kisanganichthys possedeva alcune caratteristiche uniche, soprattutto nella forma della premascella più allungata e dal margine anteriore alto, posizionata più lateralmente. Erano inoltre presenti una sola supramaxilla, due piccole ossa dermetmoidi triangolari dentate in posizione laterale, vicine alla sinfisi della mascella superiore; le ossa nasali erano separate fra loro dal dermetmoide, mentre le ossa frontali erano dotate di un'ampia estremità anteriore fusa insieme al dermetmoide. Il subopercolo era molto più grande dell'opercolo. 

## Classificazione
Kisanganichthys casieri venne descritto per la prima volta nel 2014, sulla base di fossili ritrovati nella formazione Stanleyville, nei pressi di Kisangani nella Repubblica Democratica del Congo. I fossili sono molto simili a quelli di altri pesci ossei di piccole dimensioni rinvenuti in Congo, Catervariolus e Songanella, e ne differiscono per alcuni dettagli; questi pesci fanno parte del piccolo ordine dei catervarioliformi, un gruppo molto vicino all'origine dei teleostei attuali. Sembra che Kisanganichthys fosse più imparentato con Songanella che con Catervariolus; con il primo genere, infatti, condivideva alcune caratteristiche come i dermetmoidi che raggiungono le ossa frontali e la presenza di due sole grandi postorbitali. 